# Байкович, Бобан
Бо́бан Ба́йкович (черног. Бобан Бајковић / Boban Bajković; 3 марта 1985, Цетине, СФРЮ) — черногорский футболист, вратарь.

## Карьера
Воспитанник клуба «Ловчен». Начал играть за команду с 1997 года в разных составах, профессиональную карьеру начал в 16 лет. С 2003 по 2014 год выступал за «Црвену Звезду». Несколько раз отдавался в аренду в клубы Сербии.

## Достижения
- Чемпион Сербии (1): 2013/14
- Обладатель Кубка Сербии (1): 2011/12